# Euroscaptor
Az Euroscaptor - délkelet-ázsiai vakondok - az emlősök (Mammalia) osztályának Eulipotyphla rendjébe, ezen belül a vakondfélék (Talpidae) családjába tartozó nem.

## Előfordulásuk
Az Euroscaptor-fajok előfordulási területe Kína és Japán, valamint más Dél- és Délkelet-Ázsia-i országok.

## Rendszerezés
A nembe az alábbi 8 élő faj tartozik:
- Euroscaptor grandis Miller, 1940
- Euroscaptor klossi (Thomas, 1929) - típusfaj
- Euroscaptor longirostris (Milne-Edwards, 1870)
- Euroscaptor malayana (Chasen, 1940)[1]
- Euroscaptor micrura (Hodgson, 1841)
- Euroscaptor mizura (Günther, 1880)
- Euroscaptor parvidens Miller, 1940
- Euroscaptor subanura Kawada et al., 2012[2]

## Fordítás
- Ez a szócikk részben vagy egészben  az   Euroscaptor című angol Wikipédia-szócikk ezen változatának fordításán alapul.  Az eredeti cikk szerkesztőit annak laptörténete sorolja fel. Ez a jelzés csupán a megfogalmazás eredetét és a szerzői jogokat jelzi, nem szolgál a cikkben szereplő információk forrásmegjelöléseként.